# Dr. Acula
Dr. Acula ist eine Deathcore-Band aus Long Island, New York (USA). Sie wurde 2005 gegründet und hat bis zum heutigen Tage vier Studioalben und eine EP veröffentlicht. Momentan stehen sie bei Victory Records unter Vertrag. Die Band ist bekannt dafür, dass sie Soundclips aus Filmen und TV-Shows in ihren Liedern verwenden. Ihr Name beruht auf einem Wortspiel mit dem Namen Dracula.

## Geschichte
Dr. Acula wurde im Jahre 2005 ursprünglich nur aus Spaß von den Bandmitgliedern gegründet. Sie veröffentlichten ohne ein Label die EP Chillogy im Folgejahr. Im Jahre 2007 veröffentlichten sie ihr erstes Album S.L.O.B. (Silver-Lipped Operator of Bullshit). Das Album erregte die Aufmerksamkeit von Uprising Records, welche Dr. Acula unter Vertrag nahmen. Im Folgejahr wurde das erste Album Below Me bei Uprising Records veröffentlicht, welches eine gemischte bis negative Rezeption erhielt. Im Folgejahr ging die Band auf Tour und trat auf einigen lokalen Festivals mit etwas bekannteren Bands auf. Im Dezember 2009 verließen drei Mitglieder die Band, sodass nur noch ein Originalmitglied zurückblieb.
Nachdem ein neues Line-Up gefunden wurde, veröffentlichten Dr. Acula ihr nächstes Studioalbum namens The Social Event of the Century im Jahre 2010. Auch dieses wurde bei Uprising Records herausgebracht. Es erhielt bessere Kritiken als Below Me, obwohl gesagt wurde, dass es sich klanglich nicht sehr stark vom Vorgänger unterscheide.
Nach der Veröffentlichung des Albums, wurde Dr. Acula von Victory Records unter Vertrag genommen. Am 15. Februar 2011 veröffentlichten sie das Album Slander bei Victory Records. Anfang des Jahres tourten Dr. Acula durch die USA. Als Supportbands spielten The Devastated und Design the Skyline. Auf ausgewählten Konzerten wurden die Gruppen außerdem von In Dying Arms unterstützt.
Eine Europa-Tournee im Dezember 2012 und Januar 2013 mit der mexikanischen Band Here Comes the Kraken musste abgesagt werden, da drei Bandmitglieder Dr. Acula gleichzeitig verließen. Es wurde bekannt, dass sich die Gruppe nach ihren Shows in den USA, Kanada und Australien endgültig auflösen werde.

## Stil
Charakteristisch für den Klang der Band sind die genretypisch verwendeten Breakdowns und Gangshouts. Zudem werden die Stilelemente des Genres übertrieben stark und überspitzt verwendet, wodurch der Deathcore parodiert wird. Auch ist der Einsatz von elektronischen Elementen, wie Samples, stilprägend.

## Diskografie

### Studioalben
- 2007: S.L.O.B. (Silver-Lipped Operator of Bullshit) (187 Records)
- 2008: Below Me (Uprising Records)
- 2010: The Social Event of the Century (Uprising Records)
- 2011: Slander (Victory Records)
- 2012: Nation (Victory Records)
- 2022: Dr. Acula (Victory Records)

### EPs
- 2006: Chillogy

### Kompilationen
- 2009: Slobology (Uprising Records)

### Musikvideos
- 2010: Is This a Party, or a Dick Measuring Contest?
- 2011: Who You Gonna Call?!